# قشلاق اوچ دره التفات
قشلاق اوچ دره التفات یک روستا در ایران است که در استان اردبیل واقع شده‌است. قشلاق اوچ دره التفات ۲۸ نفر جمعیت دارد.